# Ray Slijngaard
Raymond Lothar (Ray) Slijngaard (Amsterdam, 28 juni 1971) is een Nederlandse rapper. Hij vormde tot 1996 samen met Anita Doth en twee Belgische producers de Dance / House-act 2 Unlimited.
Hij is ook werkzaam als labeleigenaar, producer en rapper in de hiphop- en R&B-scene.

## Biografie
Slijngaard is de zoon van een Surinaamse vader en een Nederlandse moeder. Hij werd geboren in Amsterdam, waar hij ook opgroeide. In de jaren tachtig begon Ray zich te interesseren in rappen en breakdance, twee elementen van een nieuwe culturele beweging hiphop dat destijds vanuit de Verenigde Staten naar Nederland overgekomen was. Tijdens een optreden van zijn vriend en Quadrophonia-rapper Marvin D, pakt de 19-jarige Kid Ray eveneens de microfoon en rapte tijdens een freestyle. Diezelfde Marvin D stelde Ray voor aan de zangeres Anita Doth en de Belgische producers Phil Wilde en Jean-Paul de Coster, die in maart 1991 de groep 2 Unlimited vormen.
Van 1991 tot 1996 genoot 2 Unlimited van een wereldwijd succes, met internationale hits als "Twilight Zone", "No Limit" en "The Real Thing". 2 Unlimited werd de succesvolste Nederlandse act in de geschiedenis. Tevens werd Ray bekend om zijn originele kapsel, een kaal hoofd met enkele rastas op het voorhoofd en als man die achter de vrouwen aanzat en meestal kortstondige verhoudingen had, waaronder met Dannii Minogue.
Op 17 april 1996 stapten Ray en Anita uit de groep, zowel omdat ze het oneens waren met de muzikale koers van het Belgische producersduo Phil Wilde en Jean Paul de Coster, alsook omdat ze minder dan hen betaald kregen.
Na de periode van 2 Unlimited richtte Slijngaard zijn aandacht samen met Marvin Tholen op zijn eigen platenlabels, "RayMar Music", dat hij later hernoemde naar "Rayvano Records", vernoemd naar zijn zoon Rayvano. Op het eerste label verscheen muziek van nieuw dance-, hiphop-, jungle- en R&B-talent. Hij investeerde veel en gaf artiesten goede contracten. De eerste productie werd de single "Funk it up" van de rapper T.O.F. (Clifton Reumel). Dat werd meteen het grootste succes van het label.
Als liefhebber van hiphop, startte Ray in 1997 zijn solocarrière in dit genre; in april verscheen zijn eerste single "Three times a day". Ook nam hij een nummer op met de Rotterdamse R&B-formatie Dignity. Beide singles flopten.
In 1999 begon Ray de "VIP Allstars". Het project was bedoeld om jonge R&B- en hiphopartiesten een kans te geven. Op de eerste single, "When It’s My Turn Baby", zijn Ray, Orpheo (ex-KeShaw) en de Utrechtse rapster Strezz te horen. VIP Allstars kwam in augustus 1999 met de tweede single: "Mamacita", dat een bescheiden hitje werd.
In 2003 werd hij in Monaco gearresteerd voor dronkenschap achter het stuur en ging hiervoor voor twee maanden de cel in.
Slijngaard woont nu in Niederkrüchten te Duitsland. Af en toe verschijnt hij in een televisieprogramma. Op 24, 29, 30 & 31 mei 2014 was Slijngaard, als 2 Unlimited, te gast bij De Toppers in de Amsterdam ArenA.
Onder de naam Ray & Anita werkte Ray wederom samen met Anita Doth in 2010. Dit resulteerde in de single In Da Name of Love. In 2017 kwam er een einde aan de muzikale samenwerking tussen Ray en Anita.

#### Samenwerking met Fab Morvan van Milli Vanilli
In 2024 is er een samenwerking van Slijngaard met Fab Morvan van Milli Vanilli tot stand gekomen. In Nederland werd op 9 augustus de single Be the one uitgebracht. Onder Future Love, een duo waarvan beiden door de hel van de muziekindustrie zijn gegaan zei Morvan in SBS Shownieuws.

### Privéleven
Door het programma Ranking the Stars van BNN is bekend geworden dat Ray Slijngaard vroeger een relatie heeft gehad met Katja Schuurman.
Tijdens een uitzending van De Wereld Draait Door in 2009 gaven Ray en Anita samen toe dat zij tijdens hun periode bij 2 Unlimited ook een relatie hebben gehad.
Slijngaard is vader van drie kinderen.

## Discografie
Discografie van Ray Slijngaard als solo-artiest:
- 1996 - In/Out (Bijdrage op album T.O.F.)
- 1997 - 3 x a day
- 1997 - Do Ya Think I'm Sexy
- 1999 - When It's My Turn (Als onderdeel van de VIP Allstars)
- 1999 - Mamacita (Als onderdeel van de VIP Allstars)
- 2013 - What U Waitin' 4 (met Dutchables en Lovebug)

Voor discografie van Ray Slijngaard met 2 Unlimited: